# 东劳德芬
东劳德芬（德語：Ostrhauderfehn）是德国下萨克森州的一个市镇，位于劳德芬东面，隶属于莱尔县。总面积为51平方千米，截至2023年12月31日总人口为11,811人。